# آرامگاه حمدالله مستوفی
آرامگاه حمدالله مستوفی مربوط به دوره ایلخانی است و در قزوین، خیابان طالقانی، خیابان ملک‌آباد سابق، کوچه مستوفی واقع شده و این اثر در تاریخ ۲۰ بهمن ۱۳۱۸ با شمارهٔ ثبت ۳۳۲ به‌عنوان یکی از آثار ملی ایران به ثبت رسیده است. بنای آرامگاه حمدالله مستوفی برج آجری کوچکی است متعلق به قرن هشتم قمری که پلان برج به صورت مربع توسط ۴ فیل پوش، ۸ ضلعی شده و با گنبد مخروطی پوشیده شده است.
محوطه آرامگاه ۲۸۰ متر مربع است که تنها از این میزان ۴۰ متر مربع به زیربنا اختصاص دارد. سردر آرامگاه با جمله لااله الاالله الملک الحق المبین و محمد رسول‌الله الصادق البار الامین تزیین شده، داخل بنا دارای کاشی فیروزه‌ای ساده و در زیر پایه‌های گنبد دور تا دور کتیبه‌ای است که سوره مبارکه هل اتی به خط نسخ گچبری و قسمت پایین دولنگه در ورودی آرامگاه نیز به صورت گل درهم و منبت کاری است.
از یک جفت در منبت کاری آرامگاه، یک لنگه آن از میان رفته و لنگه دیگر هم به موزه ایران باستان انتقال داده شده است و به جای آن اکنون درِ تازه ساختی و در بقعه کار گذاشته شده است.

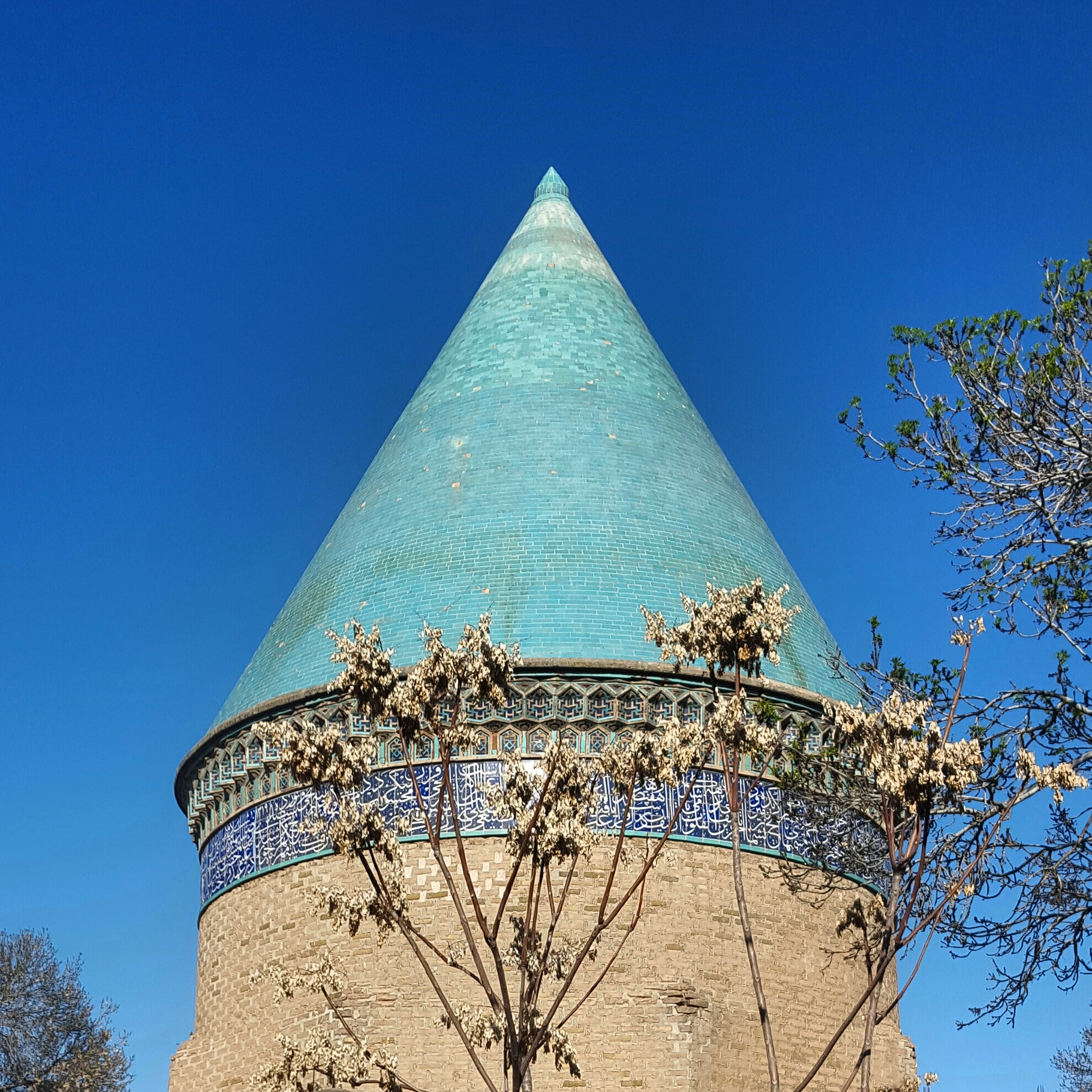

نمای بنا آجری و مطابق سبک ایلخانی دارای بندهای مهری است، گنبد مخروطی نیز پیشتر آجری بوده که در دوره‌های بعد کاشیکاری شده است و مقرنس‌سازی دور تا دور دایره پایین گنبد تعمیر شده است.
گنبد و زیرسازی آن که از بناهای مجلل و زیبای عهد مغول است، با کتیبه‌ای از کاشی لاجوردی است که به خط نستعلیق چگونگی زندگانی حمدالله مستوفی، نیاکان و تألیفات وی به اختصار بیان شده است.
این آرامگاه در محله پنبه ریسه در شرق میدانگاه میان امامزاده علی و آمنه خاتون شهر قزوین واقع شده است که به آن گنبد دراز نیز می‌گویند.
در قرن چهاردهم شمسی عده‌ای از مردم محله، دیواری دور محوطه بقعه که به صورت ویرانه‌ای درآمده بود، کشیدند و تعمیر مختصری در بقعه انجام دادند ولی در سال ۱۳۱۹ این بنای آرامگاهی تاریخی مرمت اساسی شد.
در ورودی محوطه در سمت جنوب غربی است و آرامگاه درمیان حیاط قرار دارد و شکل آن از کف حیاط به بالا مربع و قسمت بالاتر ۸ ضلعی و بقیه تا زیر گلویی گرد، گنبد آن مخروطی شکل و همه بنا از آجر است که فاصله‌های آن بندکشی شده است.
درگوشه شمالی بقعه نیز دو اتاق و دو زیرزمین برای نگهبانان آرامگاه با حوض و آب انبار احداث شده است. این مقبره به سبک معماری ایرانی بنا شده است.